# Algeciras Club de Fútbol
El Algeciras Club de Fútbol es un club de fútbol de la ciudad de Algeciras (España) que actualmente milita en el grupo 2 de la Primera Federación, tercera categoría del fútbol español. El club fue fundado en 1909 tal y como viene publicado en el Heraldo de Madrid.
Los tempranos orígenes del fútbol en la ciudad de Algeciras están relacionados con la presencia en la localidad de numerosos obreros británicos pertenecientes a la Algeciras and Gibraltar Railway Company que realizaban las obras para la línea de ferrocarril Algeciras-Bobadilla. Desde finales del siglo XIX los equipos locales jugaban torneos y partidos amistosos con otros clubes comarcales y gibraltareños. 
Desde los años 40, jugó en un estadio situado en el cortijo de El Calvario, terrenos que durante el mes de julio ocupaba el recinto ferial. En 1954 se inauguró su primer estadio permanente, el estadio de El Mirador, situado junto a la antigua playa de Los Ladrillos. En 1956, tras la disolución del Protectorado español en Marruecos el equipo absorbió por decreto del gobierno al España de Tánger denominándose así España de Algeciras solamente durante la temporada 1956-57 para en la siguiente recobrar su actual nombre. 
En 1943 participa en la recién impulsada Tercera división española. El equipo asciende por primera vez a la Segunda división española en 1956 permaneciendo en ella durante una temporada para volver a ascender en 1963 y conservando la categoría durante cuatro años en ella. Es en este periodo en el que el club consigue su mejor clasificación histórica al quedar tercero en dicha competición.
Tras esto el club conocerá un periodo de permanencia entre la Tercera la Segunda división B con puntuales descensos a categorías regionales, en 1970, 1986, 1993 y 2008, y ascensos a Segunda división, en 1978, 1983 y 2003, que continúa en la actualidad.

## Historia

### Orígenes
La afición por el balompié en la ciudad de Algeciras llegó a finales del siglo XIX desde la colonia británica de Gibraltar. Es contra los equipos de esta ciudad y los de las vecinas del Campo de Gibraltar contra quienes se llevan a cabo las primeras competiciones locales.  Se conoce la existencia a principios de junio de 1909 de un club denominado Algeciras Foot-ball Club en la localidad por una noticia publicada el día 7 de ese mes en el Heraldo de Madrid donde se hace referencia a su fundación y a la celebración de un partido con un equipo de Gibraltar y otro con un equipo local, el Prim. El año actualmente reconocido por la Federación andaluza de Fútbol para la fundación del actual Algeciras Club de Fútbol es el de 1912 y fue inscrito en esa Federación, con el nombre de Algeciras Sporting Club, el 27 de octubre de ese mismo año.
Al parecer cuando se fundó el club, no tenía camiseta oficial, cuando se iba a jugar un partido se miraba primero los colores del otro equipo y acto seguido los jugadores se ponían de acuerdo para llevar todos una camiseta del mismo color que no coincidiese. De esta forma los colores más habituales del club eran el blanco, el azul e incluso el naranja.
Pero cada vez se jugaban más partidos, en uno de ellos se iba a jugar un partido contra un equipo cuyos jugadores eran los tripulantes de un barco inglés que había atracado en Gibraltar. Este equipo tenía ya cierta solera ya que iba jugando por muchos sitios, así que la directiva decidió que era el momento de que el club tuviese su equipación. Entonces en España y más en Algeciras, era muy difícil encontrar material deportivo así que algunos directivos se trasladaron hasta Gibraltar para buscar una camiseta. De entre todas las que había se eligió una roja y blanca perteneciente a un equipo inglés (entonces desconocido) llamado Southampton Football Club.

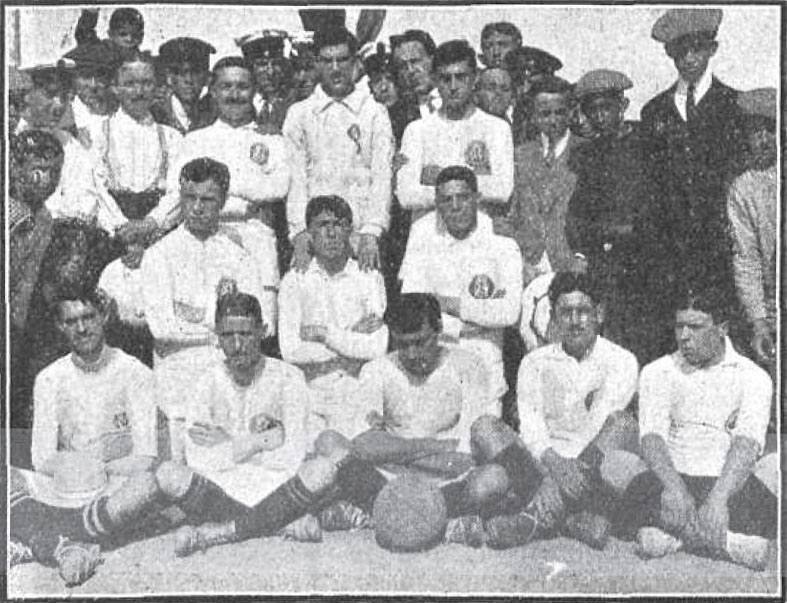
Plantilla del Algeciras Sporting Club en junio de 1913.

Ese equipo tenía por entonces una plantilla formada por Ricardo Torres, Márquez, Bourman, Casero, Aguilera, Beneroso, Arrabal, Illescas, Imossi, Julio Sáenz, Camuesco, Butrón, Coca, Marset, Rivas, Calderón, Beli, Maciste y Díaz. El equipo había jugado su, oficialmente, primer partido el 8 de abril de ese año frente al Alexandra de Gibraltar, en un partido amistoso, que finalizó con empate a cero.
En sus primeros años los equipos de la ciudad jugaban en varios campos de arena de los alrededores de la ciudad, el campo situado en la Era de las Torres fue el primero de los utilizados en 1912 aunque en 1916 el propietario del Hotel Reina Cristina, William Thompson, cedió unos terrenos situados en la zona de El Polvorín para el club. Desde el 14 de marzo de 1923 el equipo utilizó permanentemente uno de estos campos provisionales situado al norte de la ciudad y cerca del recinto ferial, el Campo de El Calvario que inauguró en un partido contra el Ronda F.C..
Durante sus primeras tres décadas de existencia el equipo milita en categorías regionales andaluzas. Tras el parón ocasionado por la guerra civil, cuando dejan de disputarse partidos de fútbol, el equipo volverá en 1940 a competición regional para jugar en Tercera división a partir de 1943.

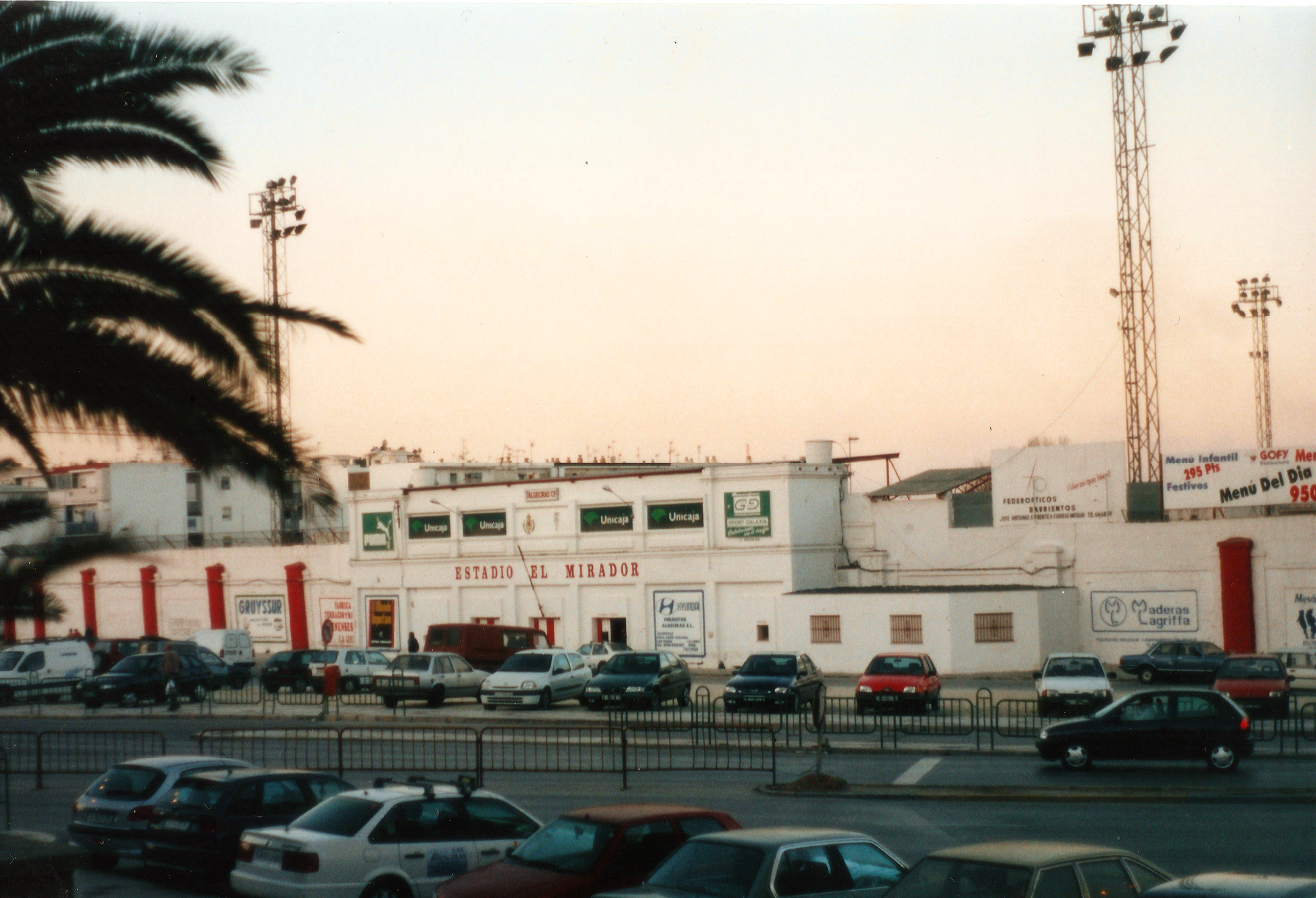
Antiguo estadio de El Mirador.

### El estadio de El Mirador
El 16 de junio de 1954 se inauguró el estadio de El Mirador con un partido entre la Selección andaluza de fútbol y el Athletic Club con resultado de 1 a 5 para los bilbaínos; de este modo el equipo dispuso de unas instalaciones más modernas y abandonó el antiguo estadio de El Calvario amenazado por el crecimiento de la ciudad. 
En la temporada 1956-57 el equipo se fusionó con el España de Tánger pasando a denominarse España de Algeciras, aunque en la temporada siguiente vuelve a llamarse Algeciras Club de Fútbol, participando en la Segunda División Grupo Sur.
En la temporada 1963-64 el equipo asciende por primera vez a Segunda división española tras jugar en Valencia contra el Atlético Baleares. Ese mismo año debuta en el club el jugador Juan López Hita que cuatro años más tarde recalará en el Sevilla F. C. y llegará a disputar varios partidos con la Selección española de fútbol. Permanecerá en esta categoría durante cuatro años hasta que en la temporada 1966-67 desciende a Tercera División y tres años después de nuevo a Regional. 

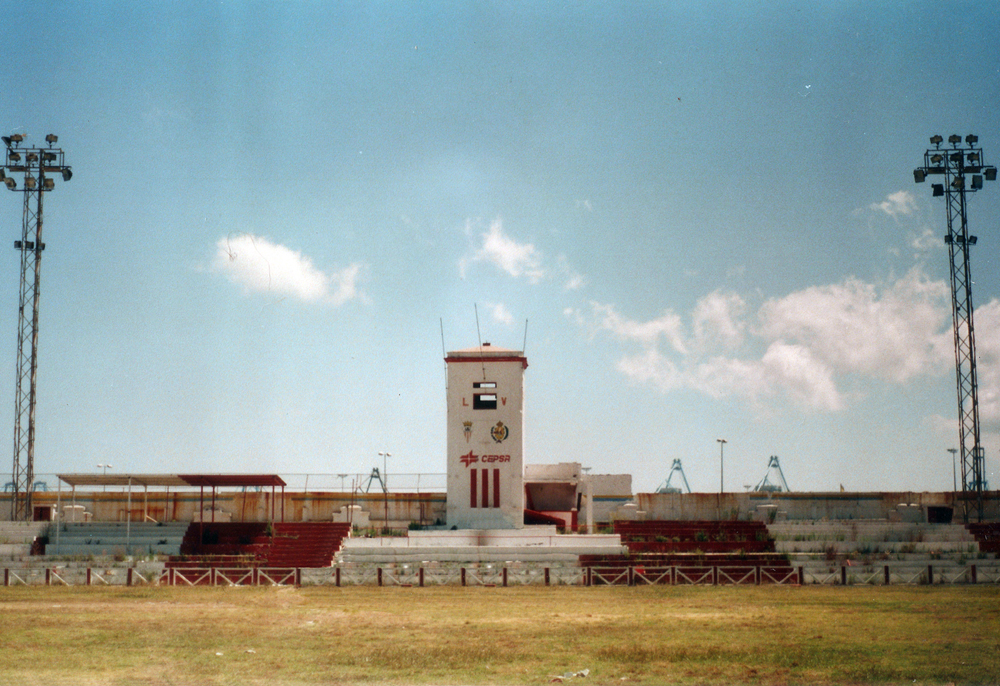
Torre marcador en El Mirador en 1999.

La recuperación de categoría se realizará de forma gradual los años siguientes; así en la temporada 1974-75 asciende a la Tercera división, en la 1976-77 a Segunda división B y en la 1977-78 asciende de nuevo a Segunda división tras ganar en El Mirador la liguilla de ascenso frente al Girona Fútbol Club. Durante esa temporada el equipo compitió contra el Real Madrid Club de Fútbol en la segunda ronda de la Copa del Rey, un encuentro muy celebrado en la ciudad. El partido de ida en el estadio del Mirador acabó con un contundente 0-6 y aunque en la vuelta el Algeciras C.F. marcó dos goles en los primeros minutos acabó encajando cuatro goles en el estadio Santiago Bernabéu, donde se jugaría la final de ese año. En la temporada 1979-80 el equipo volvió a descender de división. Durante la temporada 1982-83 el Algeciras C.F. acabó en segunda posición, con 50 puntos, del Grupo II de Segunda División B a pesar de atravesar graves dificultades económicas. Esta posición permitió al equipo, junto al Granada Club de Fútbol, ascender a Segunda División. El equipo desciende la temporada siguiente y comienza una época de dificultades económicas y deportivas que culminan con el descenso sólo tres años después, en 1986, a Regional andaluza por impagos a la Federación española de fútbol.

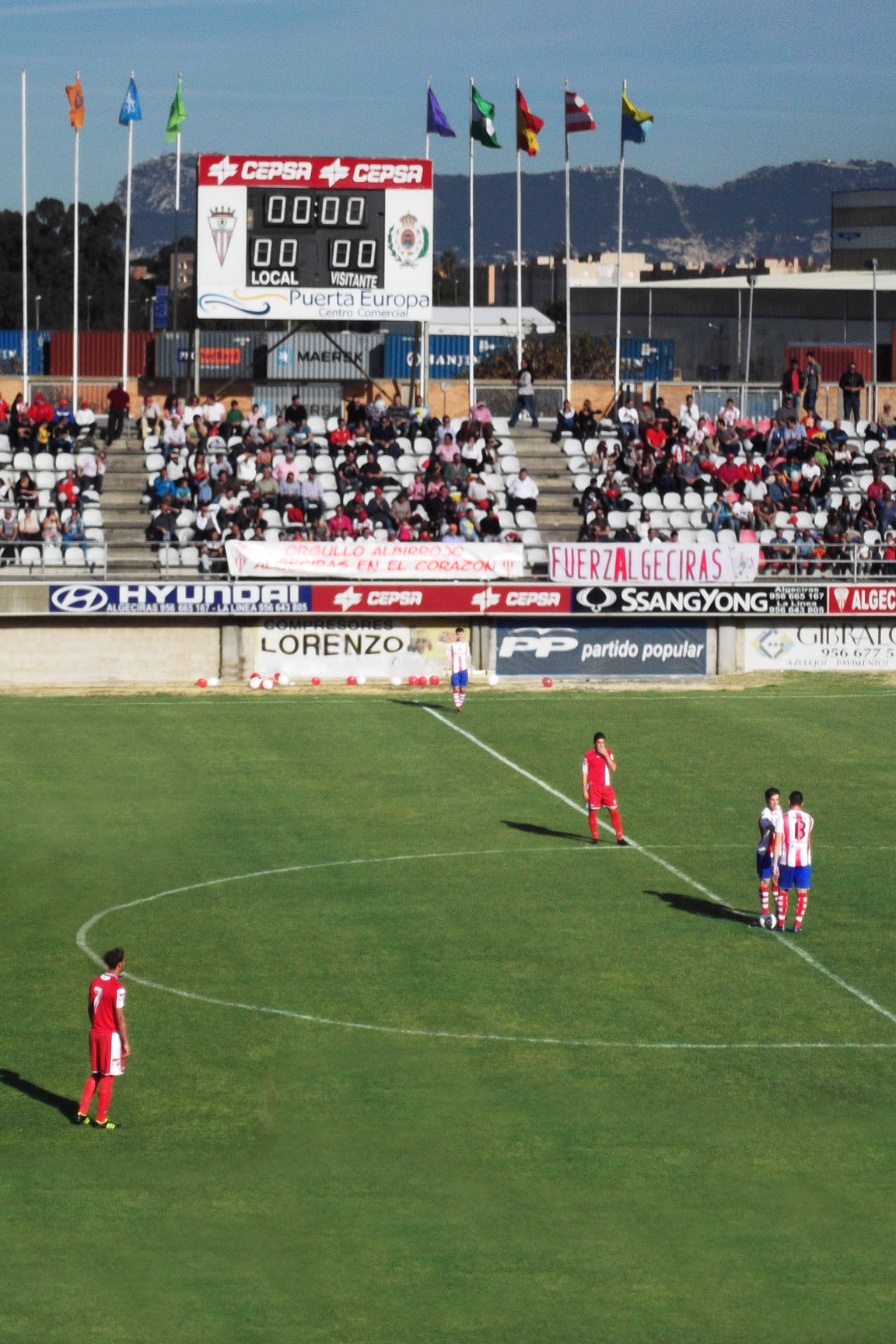
Imagen del encuentro disputado entre el Algeciras Club de Fútbol y el Atlético Antoniano el 8 de abril de 2012 en el estadio Nuevo Mirador.

### En el Nuevo Mirador
Tras esto se suceden varios años en los que el club milita entre la Tercera división y la Segunda división B hasta la temporada 2002-2003. Ese año el club se proclama campeón del grupo IV de Segunda División B y disputa la ligilla de ascenso frente a Bilbao Athletic, Burgos C.F. y Zamora C.F.. Con tres victorias, dos empates y una derrota en esa liguilla el club logró el ascenso a Segunda División. Unos años antes, en 1999, se había inaugurado el Estadio Nuevo Mirador con un partido entre el equipo local y el Real Betis ganando este el encuentro por un gol a cero. Este nuevo estadio con capacidad para 7.500 espectadores había nacido con el objeto de ser el escenario de una nueva época para el Club, sin embargo el equipo comienza a pasar una serie de penurias de índole económica que acaban reflejándose en lo deportivo. 
En la temporada 2003-2004 se desciende a Segunda división B, en la 2005-2006 a la Tercera y tras una temporada de impago al cuerpo técnico y plantilla, el equipo es descendido de nuevo a la Primera división regional andaluza por ser incapaz de hacer frente a las deudas contraídas con la plantilla en la temporada 2007-08.
Durante la temporada 2008-2009 el equipo, dirigido por el algecireño Diego Pérez "Yiyi", ascendió de nuevo a la Tercera División con una plantilla llena de jugadores de la comarca.
Tras la dimisión de la directiva, un grupo de socios se hizo al mando del club como gestores provisionales, y posteriormente, la candidatura formada por estos últimos fue reelegida después de que otras retiraran la suya, teniendo como cabeza presidencial a Francisco Javier Gudiel Guerrero.
En el año 2012 se hizo oficial que, con motivo del centenario, el Algeciras jugaría un partido contra el Sevilla F. C. , y una firma de autógrafos.
Tras conseguir el ascenso a Segunda B en 2013, y con motivo también del centenario, el Algeciras juega un partido amistoso contra el Málaga Club de Fútbol, cuartofinalista de la UEFA Champions League y representante del fútbol andaluz en Europa en la anterior temporada. 

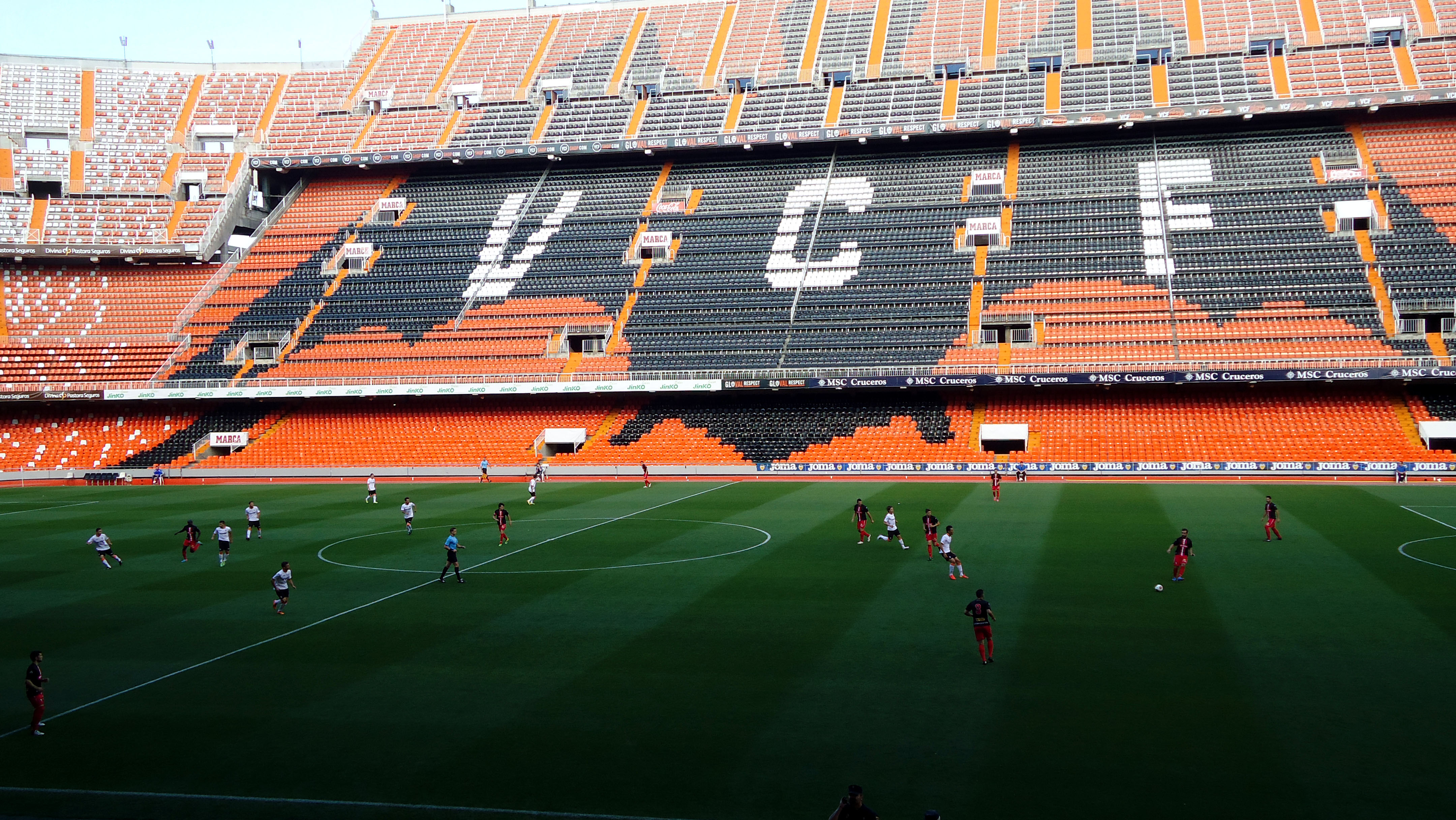
Imagen del encuentro por la permanencia en Segunda División B de la temporada 2013-2014 en el estadio de Mestalla.

En la temporada 2013/14 el equipo participó en la Copa del Rey de Fútbol eliminando al Novelda Club de Fútbol y al Club Haro Deportivo en las rondas previas. En el sorteo de los dieciseisavos de final el equipo quedó emparejado con la Real Sociedad de Fútbol, un equipo de Primera División según la normativa de la competición. El partido de ida se disputó el 8 de diciembre en el estadio Nuevo Mirador con un empate a un gol muy celebrado por la diferencia de categoría entre los contendientes. En el partido de vuelta, el 18 de diciembre en Anoeta, el equipo local impuso su mayor nivel competitivo con un 4-0 y el pase a la siguiente ronda. En liga esa temporada el equipo acabó decimosexto del Grupo IV de Segunda División B teniendo que jugarse el descenso contra el Valencia Mestalla del Grupo III. Tras el 2-3 de la ida en Algeciras y el 1-0 en el estadio de Mestalla el equipo descenció a Tercera División.
En la temporada 2014/15 el club consiguió clasificarse para la promoción de ascenso como primero del Grupo X de la Tercera División con un total de 100 puntos, el mayor registro conseguido nunca por el equipo, el mayor de la historia del Grupo X y de la Tercera División durante esa campaña. Tras jugar y perder una primera fase de ascenso a dos partidos contra el Arandina Club de Fútbol en el que la ida fue de 0 a 0 y en la vuelta en el Nuevo Mirador de 1 a 1, fue emparejado con la Sociedad Cultural y Recreativa Peña Deportiva Santa Eulalia en segunda ronda, empatando en la ida 0 a 0 en Ibiza y ganando la vuelta por 1 a 0. El 28 de junio de 2015, juega el definitivo partido contra la Gimnástica Segoviana Club de Fútbol tras lograr un empate en Segovia por 1 a 1, consigue ganar en su estadio por la mínima y el equipo ascendiende a Segunda División B.
El equipo no pudo mantener la categoría tras la temporada 2015-2016 acabando en decimoctava posición y descendiendo directamente a Tercera división. Durante las siguientes dos temporadas en Tercera división el club finalizó en puestos de promoción jugando las liguillas de ascenso pero siendo eliminado, en la temporada 2016-2017 frente al Atlético Astorga tras haber quedado cuarto de su grupo, y en la temporada 2017-2018 frente a la UD Ibiza tras haber finalizado la temporada en tercera posición. Su tercera temporada en esta categoría, la 2018-19, finalizó con el club en cuarta posición, eliminando en los playoff de ascenso al CE L'Hospitalet, al Real Jaén y a la UD Socuéllamos y consiguiendo el ascenso a Segunda división B por séptima vez en su historia.

## Estadios

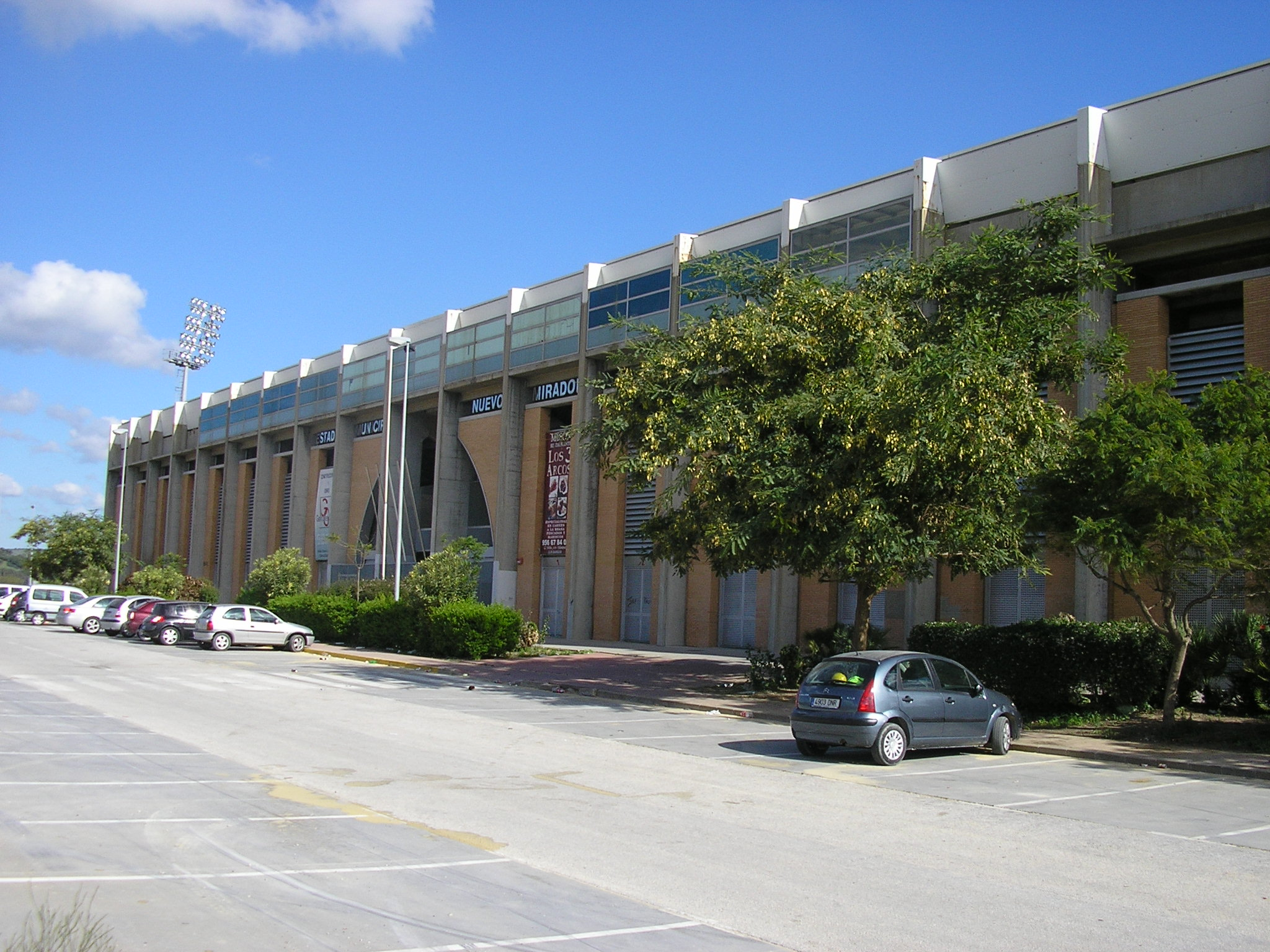
Estadio Nuevo Mirador.

El Algeciras CF ha jugado como local en tres estadios de titularidad municipal a lo largo de su historia. El primero de los estadios utilizados tras la fundación del club en 1912, aunque anteriormente se habían venido utilizando otras instalaciones provisionales, fue el estadio de El Calvario situado entonces junto a la Plaza de toros de la Perseverancia al norte de la Villa Nueva. El estadio de El Mirador, fue inaugurado en 1954 con un partido entre el Athletic Club y la selección de fútbol de Andalucía. Se encontraba situado a un lado de la Carretera del Cementerio, junto a la Playa de Los Ladrillos y fue construido para sustituir al anterior tras verse absorbido por el crecimiento de la ciudad. El Nuevo Mirador, el utilizado en la actualidad, fue inaugurado en 1999 con un encuentro entre el Real Betis Balompié y el mismo Algeciras CF. Tiene capacidad para 8200 personas, cuenta con varias instalaciones auxiliares y está situado en el Polígono de la Menacha.

### Plantilla y cuerpo técnico 2025-26

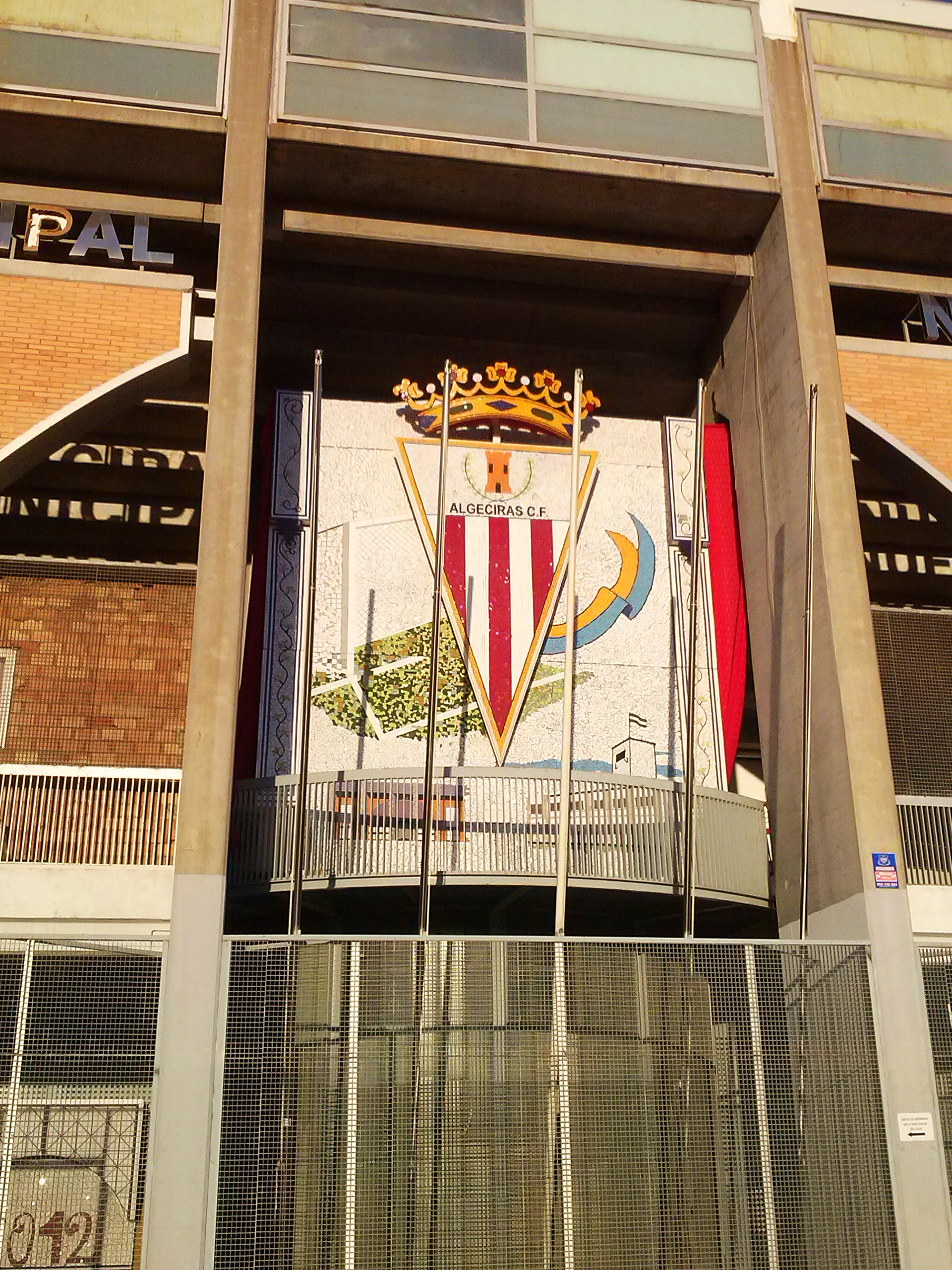
Detalle de la puerta principal del estadio Nuevo Mirador.

## Trayectoria
| Temporada |              |          |              | Temporada |                |          |              | Temporada |                   |          |              |
| Temporada | División     | Posición | Copa del Rey | Temporada | División       | Posición | Copa del Rey | Temporada | División          | Posición | Copa del Rey |
| 1943/44   | 3.ª división | 7.º      | 3.ª ronda    | 1970/71   | 1.ª andaluza   | 2.º      | -            | 1997/98   | 3.ª división      | 4.º      | -            |
| 1944/45   | 3.ª división | 8.º      | -            | 1971/72   | 1.ª andaluza   | 4.º      | -            | 1998/99   | 2.ª división B    | 16.º     | 1.ª ronda    |
| 1945/46   | 3.ª división | 10.º     | -            | 1972/73   | 1.ª andaluza   | 5.º      | -            | 1999/00   | 3.ª división      | 1.º      | -            |
| 1946/47   | 3.ª división | 6.º      | -            | 1973/74   | 1.ª andaluza   | 1.º      | -            | 2000/01   | 2.ª división B    | 16.º     | 1/32         |
| 1947/48   | 3.ª división | 9.º      | 2.ª ronda    | 1974/75   | 3.ª división   | 11.º     | 1.ª ronda    | 2001/02   | 2.ª división B    | 13.º     | -            |
| 1948/49   | 3.ª división | 7.º      | 1.ª ronda    | 1975/76   | 3.ª división   | 5.º      | 2.ª ronda    | 2002/03   | 2.ª división B    | 1.º      | -            |
| 1949/50   | 3ª división  | 10º      | -            | 1976/77   | 3ª división    | 7º       | 2.ª ronda    | 2003/04   | 2.ª división      | 22.º     | 1/16         |
| 1950/51   | 3ª división  | 15º      | -            | 1977/78   | 2ª división B  | 2º       | 2.ª ronda    | 2004/05   | 2.ª división B    | 6.º      | 1/32         |
| 1951/52   | 3.ª división | 8.º      | -            | 1978/79   | 2.ª división   | 16.º     | 1.ª ronda    | 2005/06   | 2.ª división B    | 19.º     | Ronda previa |
| 1952/53   | 3ª división  | 4º       | -            | 1979/80   | 2ª división    | 20º      | 3ª ronda     | 2006/07   | 3.ª división      | 1.º      | -            |
| 1953/54   | 3.ª división | 8.º      | -            | 1980/81   | 2.ª división B | 4.º      | 1.ª ronda    | 2007/08   | 2.ª división B    | 20.º     | 2.ª ronda    |
| 1954/55   | 3.ª división | 2.º      | -            | 1981/82   | 2ª división B  | 6.º      | 2.ª ronda    | 2008/09   | 1.ª andaluza      | 1.º      | -            |
| 1955/56   | 3.ª división | 1.º      | -            | 1982/83   | 2ª división B  | 2º       | 2.ª ronda    | 2009/10   | 3.ª división      | 15.º     | -            |
| 1956/57   | 2.ª división | 18.º     | -            | 1983/84   | 2.ª división   | 18.º     | 1.ª ronda    | 2010/11   | 3.ª división      | 5.º      | -            |
| 1957/58   | 3.ª división | 6.º      | -            | 1984/85   | 2.ª división B | 3.º      | 1.ª ronda    | 2011/12   | 3.ª división      | 6.º      | -            |
| 1958/59   | 3ª división  | 3º       | -            | 1985/86   | 2.ª división B | 19.º     | 1.ª ronda    | 2012/13   | 3.ª división      | 1.º      | -            |
| 1959/60   | 3.ª división | 2.º      | -            | 1986/87   | 1.ª andaluza   | 2.º      | -            | 2013/14   | 2.ª división B    | 16.º     | 1/16         |
| 1960/61   | 3ª división  | 4º       | -            | 1987/88   | 3ª división    | 1º       | -            | 2014/15   | 3.ª división      | 1.º      | -            |
| 1961/62   | 3ª división  | 1º       | -            | 1988/89   | 2ª división B  | 18º      | -            | 2015/16   | 2.ª división B    | 18.º     | 2.ª ronda    |
| 1962/63   | 3ª división  | 2º       | -            | 1989/90   | 3ª división    | 4º       | -            | 2016/17   | 3.ª división      | 4.º      | -            |
| 1963/64   | 2.ª división | 8.º      | 1.ª ronda    | 1990/91   | 3.ª división   | 7.º      | 1.ª ronda    | 2017/18   | 3.ª división      | 3.º      | -            |
| 1964/65   | 2.ª división | 10.º     | 1.ª ronda    | 1991/92   | 3.ª división   | 4.º      | 2.ª ronda    | 2018/19   | 3.ª división      | 4.º      | -            |
| 1965/66   | 2.ª división | 3.º      | 1.ª ronda    | 1992/93   | 3.ª división   | 17.º     | 1/32         | 2019/20   | 2.ª división B    | 16.º     | -            |
| 1966/67   | 2.ª división | 15.º     | 1.ª ronda    | 1993/94   | 1.ª andaluza   | 3.º      | -            | 2020/21   | 2.ª división B    | 3.º      | -            |
| 1967/68   | 3.ª división | 3.º      | -            | 1994/95   | 1.ª andaluza   | 2.º      | -            | 2021/22   | 1.ª división RFEF | 7.º      |              |
| 1968/69   | 3.ª división | 9.º      | -            | 1995/96   | 3ª división    | 14.º     | -            | 2022/23   | 1.ª Federación    | 15.º     |              |
| 1969/70   | 3.ª división | 14.º     | 1.ª ronda    | 1996/97   | 3.ª división   | 3.º      | -            | 2023/24   | 1.ª Federación    |          |              |

## Datos del club
- Temporadas en 1ª División: 0
- Temporadas en 2ª División: 9
- Temporadas en 1ª Federación: 4 (incluida la 2024/2025)
- Temporadas en 2ª División B: 18
- Temporadas en 3ª División : 43
- Temporadas en Primera División Andaluza: 8
- Mejor puesto en la liga: 3.º (1965-66)

### Palmarés
Referencia:

#### Torneos nacionales
| Competición Nacional | Títulos | Subcampeonatos                                          |
| -------------------- | --- | ------------------------------------------------------- |
|                      | 2002-03 (Gr. IV). | 1977-78 (Gr. II) y 1982-83 (Gr. II).                    |
|                      | 1955-56 (Gr. XI), 1961-62 (Gr. XI), 1987-88 (Gr. X), 1999-00 (Gr. X), 2006-07 (Gr. X), 2012-13 (Gr. X) y 2014-15 (Gr. X). | 1954-55 (Gr. XI), 1959-60 (Gr. XI) y 1962-63 (Gr. XII). |

- Campeón Primera División Andaluza grupo I, temporada 2008-09.

#### Trofeos amistosos
- Trofeo Bahía de Algeciras-Virgen de la Palma (19): 1977, 1983, 1993, 1994, 1996, 1997, 1998, 1999, 2000, 2001, 2002, 2010, 2011, 2013, 2014, 2015, 2017, 2021, 2024.

- Trofeo Ciudad de Ceuta (1): 2019.

- Trofeo Balompédica Linense (1): 1982.

- Trofeo Ciudad de La Línea (1): 1980.

- Trofeo Ciudad del Puerto (1): 1977.

- Trofeo Sanlúcar Puerta Doñana (1): 2003.

- Trofeo Ciudad del Tajo (1): 2010.[25]

- Trofeo Alcalde Villa de los Barrios (2): 2007, 2015.

- Trofeo de la Vendimia de Chiclana (1): 2023.